# Wolfgang Rautenberg

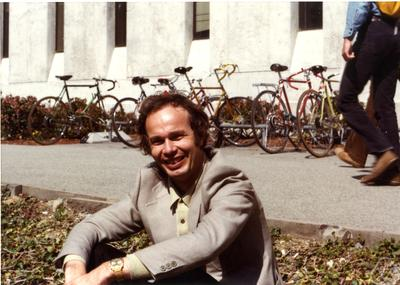
Wolfgang Rautenberg

Wolfgang Rautenberg (* 27. Februar 1936 in Potsdam; † 4. September 2011 in Berlin) war ein deutscher Mathematiker und Logiker.

## Leben
Rautenberg studierte an der Humboldt-Universität zu Berlin, dort erfolgte auch 1963 seine Promotion und 1968 seine Habilitation. 1973 flüchtete Rautenberg aus der DDR nach West-Berlin. Ab 1974 war er Professor und ab 1976 ordentlicher Professor an der Freien Universität Berlin, Fachgebiet Mathematische Logik und Grundlagen der Mathematik.
Seine Forschungsschwerpunkte waren Modelltheorie, Nichtklassische Logik, Modallogik, Selbstreferenz und Zeitlogik.
Seit ihrer Gründung bis 1973 war Rautenberg Leiter der Mathematischen Schülergesellschaft, Berlin. Schon seit 1960 hatte Rautenberg jahrelang nebenbei auch für die Lehrerweiterbildung gearbeitet.
Zwischen 1990 und 2002 war Rautenberg in einer Nebentätigkeit Programmentwickler für Handhelds (HP-49G) von Hewlett-Packard.

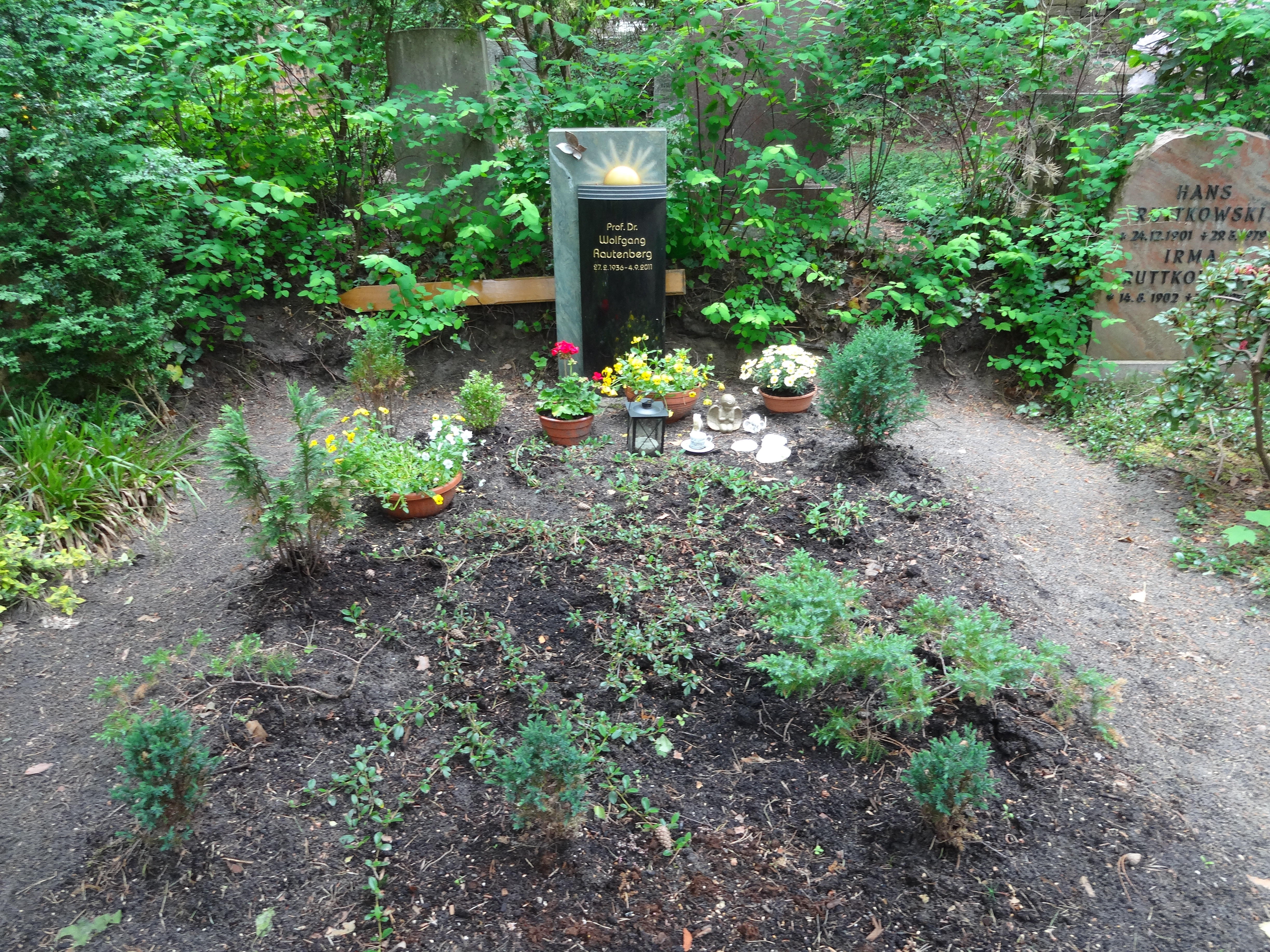
Grab von Wolfgang Rautenberg auf dem Friedhof Heerstraße in Berlin-Westend

Wolfgang Rautenberg starb Anfang September 2011 im Alter von 75 Jahren in Berlin. Sein Grab befindet sich auf dem landeseigenen Friedhof Heerstraße in Berlin-Westend (Grablage: 5-J-15).

## Schriften
Als Autor:
- Über metatheoretische Eigenschaften einiger geometrischer Theorien. In: Zeitschrift für mathematische Logik und Grundlagen der Mathematik, Band 8, 1962, S. 5–41 (Dissertation, HU Berlin, 1964).
- Elementare Schemata nichtelementarer Axiome. In: Zeitschrift für mathematische Logik und Grundlagen der Mathematik, Band 13, 1967, S. 329–366 (Habilitationsschrift, HU Berlin, 1968).
- Reelle Zahlen in elementarer Darstellung. Klett, Stuttgart 1979, ISBN 3-12-983320-X.
- Klassische und nichtklassische Aussagenlogik (= Logik und Grundlagen der Mathematik. Band 22). Vieweg, Wiesbaden 1979, ISBN 3-528-08385-9.
- Elementare Grundlagen der Analysis. BI-Wissenschaftsverlag, Mannheim 1993, ISBN 3-411-16611-8.
- Einführung in die Mathematische Logik. Ein Lehrbuch mit Berücksichtigung der Logikprogrammierung. Vieweg, Braunschweig 1996, ISBN 3-528-06754-3.
  - 3., überarbeitete Auflage: Einführung in die Mathematische Logik. Ein Lehrbuch. Vieweg+Teubner, Wiesbaden 2008, ISBN 978-3-8348-0578-2, doi:10.1007/978-3-8348-9530-1.
  - Englische Übersetzung, 3. Auflage: A Concise Introduction to Mathematical Logic. Springer, New York 2010, ISBN 978-1-4419-1220-6, doi:10.1007/978-1-4419-1221-3.
- Messen und Zählen: Eine einfache Konstruktion der reellen Zahlen (= Berliner Studienreihe zur Mathematik. Band 18). Heldermann, Lemgo 2007, ISBN 978-3-88538-118-1.

Als Herausgeber:
- Classical Logic (= Omega-Bibliography of Mathematical Logic. Band 1). Springer, Heidelberg 1987.
- Non-Classical Logic (= Omega-Bibliography of Mathematical Logic. Band 2). Springer, Heidelberg 1987.